# El Paso de Robles (Califórnia)
El Paso de Robles, também conhecida como Paso Robles, é uma cidade localizada no estado americano da Califórnia, no condado de San Luis Obispo. Foi incorporada em 11 de março de 1889.

## Geografia
De acordo com o United States Census Bureau, a cidade tem uma área de 50,3 km², onde 49,5 km² estão cobertos por terra e 0,8 km² por água.

### Localidades na vizinhança
O diagrama seguinte representa as localidades num raio de 32 km ao redor de El Paso de Robles (Paso Robles).

## Demografia
Segundo o censo nacional de 2010, a sua população é de 29 793 habitantes e sua densidade populacional é de 601,63 hab/km². É a cidade que teve, em 10 anos, o maior crescimento populacional do condado de San Luis Obispo. Possui 11 426 residências, que resulta em uma densidade de 230,73 residências/km².

## Galeria de imagens

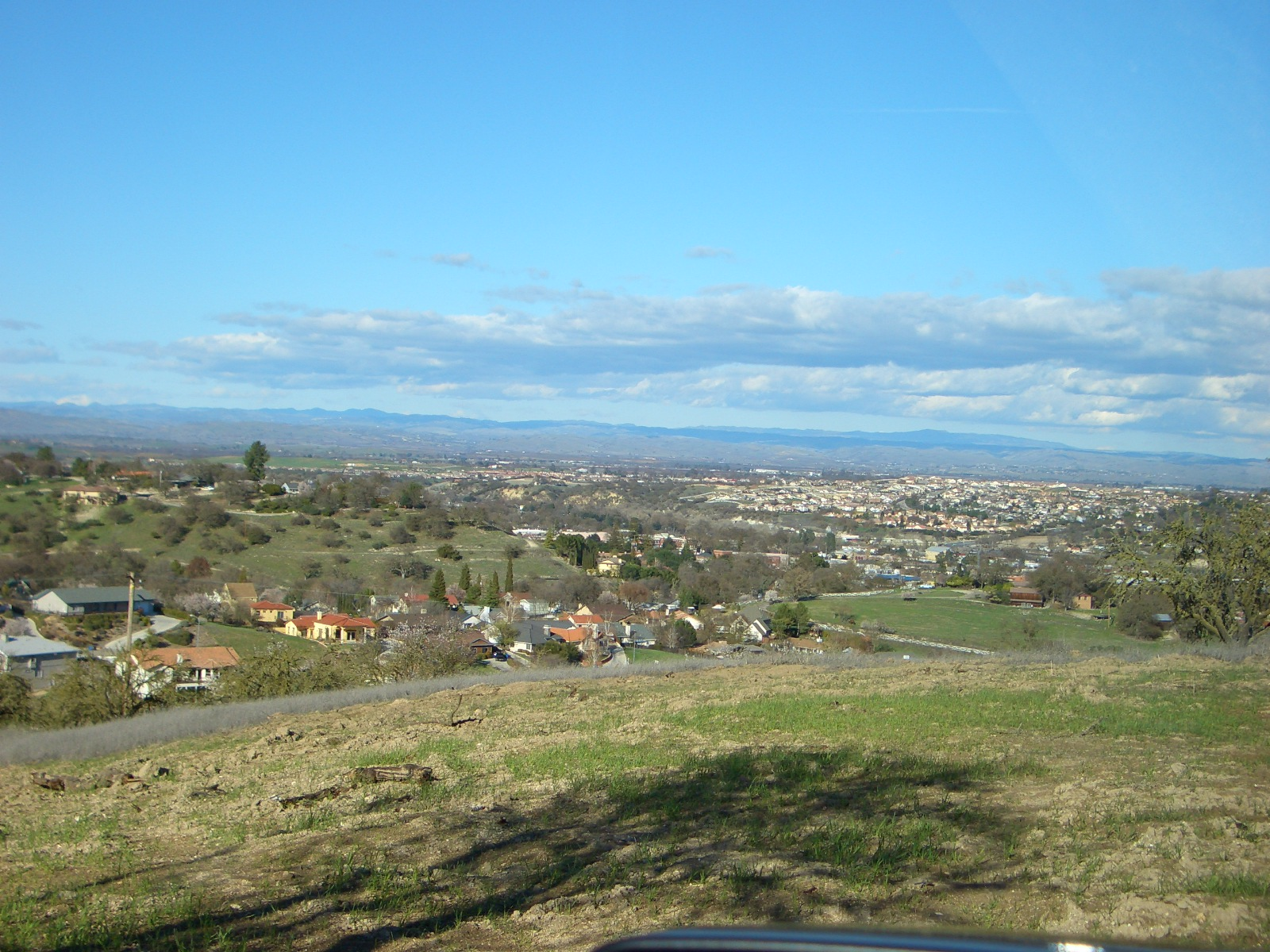
Paso Robles